# Вільямі Сінісало
Вільямі Карі Вейкко Сінісало (фін. Viljami Kari Veikko Sinisalo, нар. 11 жовтня 2001, Еспоо, Фінляндія) — фінський футболіст, воротар англійського клубу «Астон Вілла» та національної збірної Фінляндії.

## Ігрова кар'єра

### Клубна
Вільямі Сінісало починав займатися футболом у своєму рідному місті Еспоо. В основі команди у турнірі Какконен Сінісало дебютував у віці 15 - ти років. Після чого воротар потрапив на замітку скаутів англійського клубу «Астон Вілла» і у 2018 році перебрався до Англії, де продовжив навчання в академії клуба. Паралельно з цим виступав за молодіжну коману.
У 2020 році для набору ігрової практики Сінісало відправився в Шотландію, у клуб Чемпіоншип «Ейр Юнайтед». 6 жовтня 2020 року воротар дебютував у матчі Кубка Ліги. У квітні 2021 року оренда була перервана через травму паха воротаря, який повернувся до Англії.
У липні 2022 року Сінісало підписав з клубом професійний контракт. І знову був відправлений в оренду. Цього разу його клуб став англійський «Бертон Альбіон» з Першої ліги. Під час зимової перерви воротар повернувся до складу «Астон Вілли» і був внесений до заявки першої команди.

### Збірна
З 2017 року Вільямі Сінісало виступав за юнацькі збірні Фінляндії. Був капітаном молодіжної збірної.
Восени 2022 року Сінісало вперше отримав виклик до національної збірної Фінляндії на матчі Ліги націй. Але того разу на поле він не виходив. Дебют в головній команді країни відбувся у січні 2023 року під час товариського матчу проти команди Естонії.

## Титули і досягнення
- Володар Кубка шотландської ліги (1):

«Селтік»: 2024–25
- Чемпіон Шотландії (1):

«Селтік»: 2024–25